# جيويل (مغنية)
جيويل (بالإنجليزية: Jewell)‏ هي مغنية أمريكية، ولدت في 1962.

## وصلات خارجية
- جيويل على موقع IMDb (الإنجليزية)
- جيويل على موقع ميوزك برينز (الإنجليزية)
- جيويل على موقع أول ميوزيك (الإنجليزية)
- جيويل على موقع ديسكوغز (الإنجليزية)
- جيويل على موقع ديسكوغز (الإنجليزية)